# 荣州站
荣州站（：／ Yeongju yeok */?）是中央線、嶺東線與慶北線三線交會的一座鐵路車站，位于韓國庆尚北道榮州市休川洞，有KTX、ITX-新村、無窮花號及白頭大幹峽谷列車停靠。

## 車站結構
本站為3線6面的完全混合式月台。

### 月台配置
| ↑ 豐基（中央線）／↑ 奉化（嶺東線） |
| \| ３４ \| ５６ \|                 |
| 安東（中央線）↓／醴泉（慶北線）↓   |

| 月台 | 路線   | 車種                        | 目的地                                            |
| ---- | ------ | --------------------------- | ------------------------------------------------- |
| 1    | 慶北線 | 無窮花號                    | 往 醴泉、金泉方向                                 |
| 2    | 慶北線 | 無窮花號                    | 起終着站                                          |
| 3    | 中央線 | 無窮花號、ITX-新村、KTX     | 往 丹陽、堤川 、原州、清凉里方向                  |
| 3    | 嶺東線 | 無窮花號、Nuriro号          | 往 奉化、鐵岩、東海方向                           |
| 4    | 中央線 | 無窮花號、ITX-新村、KTX     | 往 安東、義城、永川、河陽、東大邱、慶州、釜田方向 |
| 5、6 | 忠北線 | 無窮花號                    | 往 堤川、清州、大田、東大邱方向                   |
| 5、6 | 嶺東線 | 白頭大幹峽谷列車（V-train） | 往 奉化、汾川、承富、鐵岩方向                     |
| 5、6 | 嶺東線 | 無窮花號                    | 往 奉化、鐵岩、東海方向                           |

## 历史
- 1941年7月1日 - 落成使用。
- 1953年3月28日－本站升格為事務官站。
- 1962年1月1日－本站升格為書記官站。
- 1967年12月20日－現時站房完工。
- 1971年9月10日－無菸炭貨運到達站指定。
- 1997年4月15日－本站指定為據點管理站。
- 1999年1月1日－本站變更為地區管理站。
- 2006年5月1日－小貨運業務停止受理。
- 2015年10月30日－中央線嶋潭站至永川站雙線電氣化動工。
- 2016年4月28日－由於慶北線醴泉站至魚登站間路線遷移，本站距離標115.2公里變更為115.0公里。

## 鄰近車站
韓國鐵道公社
中央線
豐基－榮州－瓮泉信号场
慶北線
魚登－榮州
嶺東線
榮州－北荣州信号场